# キンキンの歌え!新婚カンコン
『キンキンの歌え!新婚カンコン』（キンキンのうたえ しんこんカンコン）は、1985年10月6日から1986年4月6日までTBSテレビ系列各局ほかで放送された、毎日放送（MBS）制作の視聴者参加型歌合戦番組。全25回（24回とする資料もあり）。放送時間は毎週日曜 13:00 - 13:54 (JST)。「キンキン」こと愛川欽也が司会を務める冠番組だった。

## 概要
司会は、愛川のほかマリアンが務めた。ただし、長崎で収録を行った時にはマリアンのスケジュールが合わなかったことから、急遽清水由貴子を代理に立てたことがある。
視聴者の新婚夫婦4組が各組ごとに一定時間スピーチを行った後、いったんCMを挟んでからトーナメント形式で1回戦はソロで2組が決勝戦に進出しデュエットで争われ、優勝すると天井から大量の紙吹雪が降り（優勝が決まり紙吹雪が降る瞬間、画面がスロー映像になる）、愛川から優勝夫婦に対するインタビュー等を少し挟んだ後、ハワイ旅行、自動車のうち1つを選んでプレゼントされた（ただ全25回のうち、大半は前者だった）。ちなみに贈呈された車は、スズキ・マイティボーイ（収録地のディーラーからの配給になることがほとんどだった）。このほか出場夫婦全組にはスポンサーからの参加賞が贈呈された。CMに入る時には、必ずアイキャッチを表示していた。
前番組『全日本ドレミファミリー歌合戦』と同様に、MBSと系列各局の共同制作（幹事・配信はMBS担当）で日本各地のホールでの公開放送だった。そのため、公開放送の観覧希望者は、前番組と同様に前もって系列局（関東地方はMBS東京支社）宛に申し込みのハガキを送る形式が採られていた。ゲストの歌終了後には視聴者プレゼントも行われ、応募はがきのあて先はMBS大阪本社（当時は大阪吹田千里局留め）としていた。

## ゲスト
ゲストは歌手が主で、番組の最後で新曲などを歌っていた。またゲストは審査員としても参加した。
- 長崎収録時のゲスト：荻野目洋子、男闘呼組

## 審査員
- 中村泰士[1]
- 谷啓[1]
- 他

## ネット局
同時ネット
- 毎日放送（MBS・制作・幹事局）
- 東京放送（TBS・現：TBSテレビ）
- 北海道放送（HBC）
- 青森テレビ（ATV）
- 岩手放送（IBC・現：IBC岩手放送）
- 東北放送（TBC）
- テレビユー福島（TUF）
- 新潟放送（BSN）
- テレビ山梨（UTY）
- 信越放送（SBC）
- 静岡放送（SBS）
- 中部日本放送（CBC・現：CBCテレビ）
- 北陸放送（MRO）
- 福井テレビジョン放送（FTB・フジテレビ系列）[3][注 5]
- 山陰放送（BSS）
- 山陽放送（RSK・現：RSK山陽放送）
- 中国放送（RCC）
- テレビ山口（tys・当時フジテレビ系列[注 6]とのクロスネット）
- テレビ高知（KUTV）
- RKB毎日放送（RKB）
- 熊本放送（RKK）
- 長崎放送（NBC）
- 大分放送（OBS）
- 宮崎放送（MRT）
- 南日本放送（MBC）
- 琉球放送（RBC）

遅れネット
- 富山テレビ放送（T34・現：BBT・フジテレビ系列）：日曜 12:00 - 12:54（1985年10月13日よりネット開始）[4]

ただ、制作局の毎日放送のみ1986年3月30日放送分に関しては、本来の時間帯に第58回選抜高校野球中継を放送したため、通常より3時間半遅れの16:30～17:24に時差放送した（それ以外のネット局は、毎日放送からの裏送りで通常放送）。